# Émission Sepac

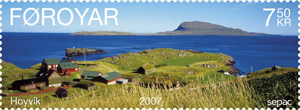
Timbres SEPAC des Îles Féroé émis en 2007. À noter le logotype de la SEPAC en bas à droite

 L’émission Sepac est le nom donné à l’émission conjointe bisannuelle de timbres-poste sur un même thème par les administrations postales membres de la Small European Postal Administration Cooperation (SEPAC). 
Les timbres portent le logotype de la « SEPAC », sur le même modèle que les timbres Europa. La première émission eut lieu le 1er octobre 2007. À ce jour seuls  Saint-Marin et le  Vatican n'ont pas encore participé à cette émission.

## Thèmes communs
| Année | Thème       | Nombre de pays participants |
| ----- | ----------- | --- |
| 2007  | Paysage I   | 11 (première participation d' Îles Åland, des Îles Féroé, de Gibraltar, du Groenland, de Guernesey, de l' Islande, de Jersey, du Liechtenstein, de Malte, de l' Île de Man et de Monaco) |
| 2009  | Paysage II  | 12 (première participation du Luxembourg) |
| 2011  | Paysage III | 12 |
| 2013  | Animaux     | 12 |
| 2014  |             | 12 |
| 2015  |             | 12 |
| 2016  | Saisons     | 12 |

Chaque émission donne lieu à la vente d'un dépliant contenant les timbres émis par chaque pays membre. Ce dépliant est en vente uniquement auprès des administrations postales prenant part à l'émission.

## Élection du meilleur timbre Sepac
En 2010, la SEPAC organise pour la première fois l'élection du plus beau timbre de l'émission Sepac.
Les Îles Féroé remportent les deux premières éditions de cette élection.

### Timbres vainqueurs
| Années | Pays       | Timbre |
| ------ | ---------- | ------ |
| 2009   | Îles Féroé |        |
| 2011   | Îles Féroé |        |

### Articles
- Jean-Louis Emmenegger, « Série commune des petits pays d'Europe », publié dans L'Écho de la timbrologie n°1812, novembre 2007, pages 82-83